# 布目英一
布目 英一（ぬのめ えいいち、1960年 - ）は、演芸評論家、横浜にぎわい座三代目館長・チーフプロデューサー。

## 来歴
神奈川県横浜市金沢区出身、小学校6年生で埼玉県に転居。大学・高校では、落語研究会に所属していた。
1977年6月、高校2年生の時に浅草・木馬館の「安来節さよなら公演」をきっかけに木馬館１階の木馬亭に通うようになり、浪曲を聴くようになる。結城座を経て、芝清之に師事。芝が発行していた「月刊浪曲」を1992年に引き継ぎ、2007年には300号を迎え、2012年12月の終刊まで編集人として発行した。
澤田隆治とのつながりで、横浜にぎわい座と関わるようになる。にぎわい座では2002年のオープン時から初代（玉置宏）・二代目（桂歌丸）館長のもとで公演の企画コーディネーターを務め、2019年7月に3代目館長に就任。さまざまなジャンルの演芸を公演で取り上げ、過去の演目のデータベース化も進めている。
演芸評論家としては日本芸術文化振興会「文化デジタルライブラリー大衆芸能編寄席」監修・執筆、書籍などの執筆、CD・DVDなどの監修、東京新聞演芸評者、文化庁芸術祭大衆芸能部門審査委員や芸術選奨推薦委員なども務めている。

## メディア出演
- 武田鉄矢の昭和は輝いていた『待ってました名調子！浪曲・浪花節』（2022年1月21日、BSテレ東）
- 武田鉄矢の昭和は輝いていた『寄席の名人芸～漫談、太神楽曲芸、紙切り…』（2022年4月15日、BSテレ東）